# Ruby Fox
Pour les articles homonymes, voir Fox.
Ruby Ellen Fox, née le 11 août 1945 à Los Angeles, est une tireuse sportive américaine.

## Biographie
Aux Jeux olympiques d'été de 1984 à Los Angeles, Wanda Jewell est médaillée de bronze de l'épreuve féminine de carabine à 50 mètres en trois positions. Elle participe aussi aux épreuves de carabine à air à 10 mètres et de pistolet à 25 mètres, se classant au-delà de la vingtième place dans les deux cas.